# Min bäste väns bröllop
Min bäste väns bröllop (engelska My Best Friend's Wedding) är en amerikansk romantisk komedi från 1997 i regi av P.J. Hogan med Julia Roberts, Dermot Mulroney och Cameron Diaz i huvudrollerna. Filmen fick generellt sett positiva recensioner av kritikerna och den blev en världssuccé under 1997.

## Handling
Julianne och hennes bäste vän Michael lovade en gång varandra att gifta sig med varandra om de inte hittat den rätte vid 28 års ålder. Nu är det tre veckor kvar och Michael ringer för att berätta att han skall gifta sig med Kimberly. Huvudstupa far Julianne iväg för att göra vad som helst för att stoppa bröllopet. Hon inser att hon egentligen alltid älskat Michael.

## Om filmen
Filmen är mestadels inspelad i Chicago, Illinois, men även en del i Kalifornien. Filmen hade Sverigepremiär den 3 oktober 1997.

## Rollista (urval)
- Julia Roberts - Julianne
- Dermot Mulroney - Michael
- Cameron Diaz - Kimberly
- Rupert Everett - George Downes
- Christopher Masterson - Scotty O'Neal
- Philip Bosco - Walter Wallace
- M. Emmet Walsh - Joe O'Neal
- Bree Turner - uppträdare i introsekvens